# Nudochernes limusensis
Espèce
Nudochernes limusensis est une espèce de pseudoscorpions de la famille des Chernetidae.

## Distribution
Cette espèce est endémique du Mazandéran en Iran. Elle se rencontre vers Royan.

## Description
La femelle holotype mesure 3,45 mm et la femelle paratype 3,38 mm.

## Systématique et taxinomie
Cette espèce a été décrite par Nassirkhani en 2021.

## Étymologie
Son nom d'espèce, composé de limus et du suffixe latin -ensis, « qui vit dans, qui habite », lui a été donné en référence au lieu de sa découverte, le limon.

## Publication originale
- Nassirkhani, 2021 : « Description of a new pseudoscorpion, Nudochernes limusensis sp. n. (Pseudoscorpiones: Chernetidae) from northern Iran, with a key to all Lamprochernetinae genera. » Zoology in the Middle East, vol. 67, no 1, p. 1-8.